# L'Antiga Esquerra de l'Eixample
L'Antiga Esquerra de l'Eixample este un cartier din districtul 2, Eixample, al orașului Barcelona.